# سیارک ۲۹۷۳۶
سیارک ۲۹۷۳۶ (به انگلیسی: 29736 Fichtelberg، نامگذاری:1999BE7) بیست و نه هزار و هفتصد و سی و ششمین سیارک کشف شده‌است که در ۲۱ ژانویه ۱۹۹۹ کشف شد.